# Drapelul Marocului

Steagul național.

Steagul Comercial.

Steagul naval.

Stindardul naval.

Drapelul Marocului e format dintr-un fundal roșu pe care se găsește o stea cu margini negre.